# Романешть (Вилча)
Романешть, Романешті (рум. Romanești) — село у повіті Вилча в Румунії. Входить до складу комуни Рошіїле.
Село розташоване на відстані 179 км на захід від Бухареста, 41 км на південний захід від Римніку-Вилчі, 65 км на північ від Крайови.

## Населення
За даними перепису населення 2002 року у селі проживали 812 осіб, усі — румуни. Усі жителі села рідною мовою назвали румунську.